# دراجا ميهايلوفيتش
بالصربية (Dragoljub "Draža" Mihailović) دراغو ليوب «دراجا» ميهايلوفيتش كان جنرال صربي يوغوسلافي خلال الحرب العالمية الثانية. وهو مدافع عن الملكية، تراجع إلى الجبال بالقرب من بلغراد عندما اجتاح الألمان يوغوسلافيا في أبريل 1941 وهناك نظم عصابات من رجال العصابات المعروفة باسم فصائل تشيتنيك التابعة للجيش اليوغوسلافي.
تُعرف المنظمة باسم التشيتنيك، على الرغم من تغيير اسم المنظمة لاحقًا إلى الجيش اليوغوسلافي في أرض الآباء.  تأسست كأول حركة المقاومة، كان حركة ملكية قومية، في الطرف الآخر كان، جوزيب بروز تيتو اللذي كان من أنصار الشيوعية. في البداية، كانت المجموعتان تعملان بشكل متوازٍ، ولكن بحلول أواخر عام 1941 بدأ القتال مع بعضهما البعض في محاولة للسيطرة على يوغوسلافيا بعد الحرب. تعاونت العديد من مجموعات التشيتنيك أو أنشأت طريقة مواءمة مع قوى المحور. تعاون ميخائيلوفيتش نفسه مع ميلان نيديتش وديميتري لجوتيتش في نهاية الحرب. بعد الحرب، تم القبض على ميهايلوفيتش من قبل الشيوعيين. تمت محاكمته وإدانته بتهمة الخيانة العظمى وجرائم الحرب من قبل السلطات الشيوعية في جمهورية يوغوسلافيا الاتحادية الشعبية، وتم إعدامه رمياً بالرصاص في بلغراد. طبيعة ومدى مسؤوليته عن التعاون والمذابح العرقية لا تزال مثيرة للجدل.

## القبض، المحاكمة والإعدام

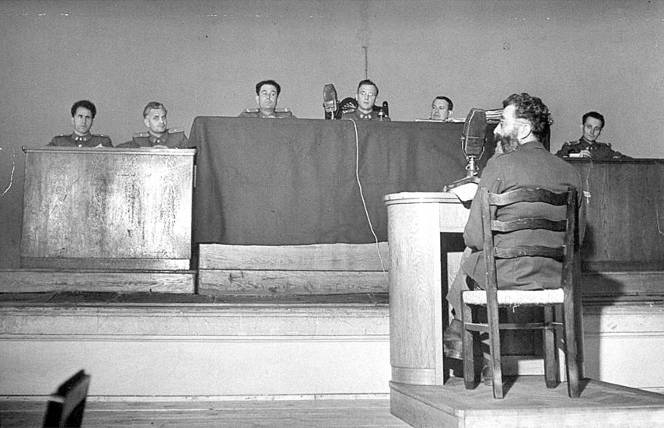
محاكمة ميهايلوفيتش

أرادت السلطات اليوغوسلافية القبض على ميهيلوفيتش حياً من أجل إجراء محاكمة واسعة النطاق.  وأُلقي القبض عليه أخيرًا في 13 مارس اذار 1946.  وظلت ظروف القبض عليه سرية لمدة ستة عشر عامًا. ووفقًا لإحدى الروايات الموجودة، اقترب الرجال الذين كانوا من المفترض أنهم عملاء بريطانيون من مساعدة ميهايلوفيتش وتقديم المساعدة له وإجلائه بالطائرة. وبعد تردد استقل الطائرة، ليكتشف أنها فخ نصبته المخبرات اليوغوسلافية. هناك رواية أخرى، اقترحتها الحكومة اليوغوسلافية، وهي أنه تعرض للخيانة من قبل نيكولا كالابيتش، الذي كشف عن مكانه للاختباء مقابل الاعفاء عنه. 

## روابط خارجية
- دراجا ميهايلوفيتش على موقع الموسوعة البريطانية (الإنجليزية)
- دراجا ميهايلوفيتش على موقع مونزينجر (الألمانية)